# Estádio Şenol Güneş
O Estádio Şenol Güneş (em turco, Şenol Güneş Stadyumu), também conhecido como Medical Park Stadyumu por razões de direitos de nome, é um estádio multiuso localizada na cidade de Trebizonda, na Turquia. Inaugurado em 2017, substituiu o Estádio Hüseyin Avni Aker, demolido em 2017, que tinha capacidade máxima para 24 169 espectadores. 
É atualmente o local onde o Trabzonspor manda seus jogos oficiais. Sua capacidade máxima é de 40 980 espectadores.

## Estrutura
Planejado por uma equipe de arquitetos da empresa alemã Asp Architekten Stuttgart, cujos trabalhos foram liderados pelo arquiteto turco Faruk Kanca, o Complexo Esportivo Senol Gunes também envolveu para além do novo estádio a construção de um moderno centro de treinamentos para os atletas profissionais e das categorias de base do Trabzonspor. Também faz parte do complexo esportivo uma recém-construída quadra de tênis profissional com capacidade para receber até 3 000 espectadores.
Em suas dependências, encontram-se instalados restaurantes, hotéis, áreas de lazer e um amplo centro de convenções com auditório para palestras e congressos, além de um parque empresarial e uma ampla estação de trem conectada a uma rede de ônibus de longa distância.
A estrutura de suporte desenvolvida para o estádio é uma estrutura modular dobrável coberta por uma membrana translúcida, montada sobre uma península artificial situado diretamente na costa do Mar Negro, na região oeste de Trebizonda. O corpo do estádio se mistura à paisagem montanhosa por meio da concha cristalina desdobrada.

## Homenagem
O nome do estádio rende homenagem à Şenol Güneş, ex–futebolista e treinador de futebol turco, considerado um dos maiores ídolos do Trabzonspor, onde jogou como goleiro de 1975 à 1987, na considerada fase áurea do clube, disputando ao todo 487 jogos oficiais até sua aposentadoria aos 35 anos. 